# Lijst van voetbalinterlands Duitsland - Frankrijk
Deze lijst van voetbalinterlands is een overzicht van alle officiële voetbalwedstrijden tussen de nationale teams van (West-)Duitsland en Frankrijk. De buurlanden hebben tot op heden 35 keer tegen elkaar gespeeld. De eerste ontmoeting, een vriendschappelijke wedstrijd, werd gespeeld in Colombes op 15 maart 1931. Het laatste duel, de troostfinale van de UEFA Nations League 2024/25, vond plaats op 8 juni 2025 in Stuttgart.

## Wedstrijden
| №  | Plaats           | Datum             | Competitie                  | Wedstrijd                  | Uitslag |
| -- | ---------------- | ----------------- | --------------------------- | -------------------------- | ------- |
| 1  | Colombes         | 15 maart 1931     | Vriendschappelijk           | Frankrijk – Duitsland      | 1 – 0   |
| 2  | Berlijn          | 19 maart 1933     | Vriendschappelijk           | Duitsland – Frankrijk      | 3 – 3   |
| 3  | Parijs           | 17 maart 1935     | Vriendschappelijk           | Frankrijk – Duitsland      | 1 – 3   |
| 4  | Stuttgart        | 21 maart 1937     | Vriendschappelijk           | Duitsland – Frankrijk      | 4 – 0   |
| 5  | Colombes         | 5 oktober 1952    | Vriendschappelijk           | Frankrijk – West-Duitsland | 3 – 1   |
| 6  | Stuttgart        | 16 oktober 1954   | Vriendschappelijk           | West-Duitsland – Frankrijk | 1 – 3   |
| 7  | Göteborg         | 28 juni 1958      | WK 1958                     | Frankrijk – West-Duitsland | 6 – 3   |
| 8  | Colombes         | 26 oktober 1958   | Vriendschappelijk           | Frankrijk – West-Duitsland | 2 – 2   |
| 9  | Stuttgart        | 26 oktober 1962   | Vriendschappelijk           | West-Duitsland – Frankrijk | 2 – 2   |
| 10 | West-Berlijn     | 27 september 1967 | Vriendschappelijk           | West-Duitsland – Frankrijk | 5 – 1   |
| 11 | Marseille        | 25 september 1968 | Vriendschappelijk           | Frankrijk – West-Duitsland | 1 – 1   |
| 12 | Gelsenkirchen    | 13 oktober 1973   | Vriendschappelijk           | West-Duitsland – Frankrijk | 2 – 1   |
| 13 | Parijs           | 23 februari 1977  | Vriendschappelijk           | Frankrijk – West-Duitsland | 1 – 0   |
| 14 | Gelsenkirchen    | 19 november 1980  | Vriendschappelijk           | West-Duitsland – Frankrijk | 4 – 1   |
| 15 | Sevilla          | 8 juli 1982       | WK 1982                     | Frankrijk – West-Duitsland | 3 – 3   |
| 16 | Straatsburg      | 18 april 1984     | Vriendschappelijk           | Frankrijk – West-Duitsland | 1 – 0   |
| 17 | Guadalajara      | 25 juni 1986      | WK 1986                     | Frankrijk – West-Duitsland | 0 – 2   |
| 18 | West-Berlijn     | 12 augustus 1987  | Vriendschappelijk           | West-Duitsland – Frankrijk | 2 – 1   |
| 19 | Montpellier      | 28 februari 1990  | Vriendschappelijk           | Frankrijk – West-Duitsland | 2 – 1   |
| 20 | Stuttgart        | 1 juni 1996       | Vriendschappelijk           | Duitsland – Frankrijk      | 0 – 1   |
| 21 | Saint-Denis      | 27 februari 2001  | Vriendschappelijk           | Frankrijk – Duitsland      | 1 – 0   |
| 22 | Gelsenkirchen    | 15 november 2003  | Vriendschappelijk           | Duitsland – Frankrijk      | 0 – 3   |
| 23 | Saint-Denis      | 12 november 2005  | Vriendschappelijk           | Frankrijk – Duitsland      | 0 – 0   |
| 24 | Bremen           | 28 februari 2012  | Vriendschappelijk           | Duitsland – Frankrijk      | 1 – 2   |
| 25 | Saint-Denis      | 6 februari 2013   | Vriendschappelijk           | Frankrijk – Duitsland      | 1 – 2   |
| 26 | Rio de Janeiro   | 4 juli 2014       | WK 2014                     | Frankrijk – Duitsland      | 0 – 1   |
| 27 | Saint-Denis      | 13 november 2015  | Vriendschappelijk           | Frankrijk – Duitsland      | 2 – 0   |
| 28 | Marseille        | 7 juli 2016       | EK 2016                     | Duitsland – Frankrijk      | 0 – 2   |
| 29 | Keulen           | 14 november 2017  | Vriendschappelijk           | Duitsland – Frankrijk      | 2 − 2   |
| 30 | München          | 6 september 2018  | UEFA Nations League 2018/19 | Duitsland – Frankrijk      | 0 − 0   |
| 31 | Saint-Denis      | 16 oktober 2018   | UEFA Nations League 2018/19 | Frankrijk – Duitsland      | 2 − 1   |
| 32 | München          | 15 juni 2021      | EK 2020                     | Frankrijk – Duitsland      | 1 − 0   |
| 33 | Dortmund         | 12 september 2023 | Vriendschappelijk           | Duitsland – Frankrijk      | 2 − 1   |
| 34 | Décines-Charpieu | 23 maart 2024     | Vriendschappelijk           | Frankrijk − Duitsland      | 0 − 2   |
| 35 | Stuttgart        | 8 juni 2025       | UEFA Nations League 2024/25 | Duitsland – Frankrijk      | 0 − 2   |

## Samenvatting
| Competitie          | Totaal gespeeld | Winst Duitsland | Gelijk | Winst Frankrijk | Doelsaldo Duitsland – Frankrijk |
| ------------------- | --------------- | --------------- | ------ | --------------- | ------------------------------- |
| WK-eindronde        | 4               | 2               | 1      | 1               | 9 – 9                           |
| EK-eindronde        | 2               | 0               | 0      | 2               | 0 – 3                           |
| UEFA Nations League | 3               | 0               | 1      | 2               | 1 – 4                           |
| Vriendschappelijk   | 26              | 9               | 6      | 11              | 40 – 37                         |
| Totaal              | 35              | 11              | 8      | 16              | 50 – 53                         |

Wedstrijden bepaald door strafschoppen worden, in lijn met de FIFA, als een gelijkspel gerekend.

## Details

### Eerste ontmoeting
| Vriendschappelijk (Colombes, Frankrijk, 15 maart 1931): |              | |
| Frankrijk | 1 – 0        | Duitsland |
| Reinhold Münzenberg 14' (e.d.) | goals        | |
| Gaston Barreau | bondscoach   | Otto Nerz |
| Alexis Thépot Manuel Anatol Étienne Mattler Louis Finot Joseph Kaucsar Pierre Hornus Jules Monsallier Edmond Delfour Roger Rolhion Lucien Laurent 40' Marcel Langiller | opstellingen | Willibald Kreß Franz Schütz Heinrich Weber Reinhold Münzenberg Ludwig Leinberger Georg Knöpfle Josef Bergmaier Sigmund Haringer Heinrich Hergert 31' Ludwig Hofmann Richard Hofmann |
| Pierre Korb 40' | wissels      | 31' Hans Welker |
| - Debuut van Joseph Kaucsar, Pierre Hornus en Roger Rolhion voor Frankrijk. - Debuut van Sigmund Haringer en Hans Welker voor Duitsland.                               |              | |

### Tweede ontmoeting
| Vriendschappelijk (Berlijn, Duitsland, 19 maart 1933): |              | |
| Duitsland | 3 – 3        | Frankrijk |
| Oskar Rohr 28' Oskar Rohr 45' Ludwig Lachner 65' | goals        | 22' Roger Rio 81' René Gérard 83' René Gérard |
| Otto Nerz | bondscoach   | Gaston Barreau |
| Hans Jakob Sigmund Haringer Josef Wendl Rudi Gramlich Heinrich Hergert Hugo Mantel Erich Fischer Ludwig Lachner Oskar Rohr Willi Lindner 40' Stanislaus Kobierski | opstellingen | Robert Défossé 9' Jules Vandooren Étienne Mattler Augustin Chantrel Joseph Kaucsar Edmond Delfour Ernest Libérati René Gérard Jean Nicolas Roger Rio Marcel Langiller |
| Richard Hofmann 40' | wissels      | 9' André Chardar |
| - Debuut van Willi Lindner voor Duitsland. |              | |

### Derde ontmoeting
| Vriendschappelijk (Parijs, Frankrijk, 17 maart 1935): |              | |
| Frankrijk | 1 – 3        | Duitsland |
| Pierre Duhart 59' | goals        | 36' Ernst Lehner 51' Stanislaus Kobierski 88' Karl Hohmann |
| Gaston Barreau | bondscoach   | Otto Nerz |
| Alexis Thépot Jules Vandooren Étienne Mattler Louis Gabrillargues Georges Verriest Edmond Delfour Alfred Aston Ivica Bek Jean Nicolas Pierre Duhart Aimé Nuic 37' | opstellingen | Hans Jakob Paul Janes Wilhelm Busch Rudi Gramlich Reinhold Münzenberg Paul Zielinski Ernst Lehner Karl Hohmann Edmund Conen Otto Siffling Stanislaus Kobierski |
| Jean Sécember 37' | wissels      | |
| - Debuut van Aimé Nuic voor Frankrijk. |              | |

### Negentiende ontmoeting
| Vriendschappelijk (Montpellier, Frankrijk, 28 februari 1990): |              | |
| Frankrijk | 2 – 1        | West-Duitsland |
| Jean-Pierre Papin 43' Éric Cantona 82' | goals        | 36' Andreas Möller |
| Michel Platini | bondscoach   | Franz Beckenbauer |
| Bruno Martini Manuel Amoros Basile Boli 49' Bernard Casoni Éric Di Meco Bernard Pardo Rémi Garde Didier Deschamps Jean-Pierre Papin Éric Cantona Jean-Marc Ferreri 64' | opstellingen | Bodo Illgner Thomas Berthold Alois Reinhardt Klaus Augenthaler Andreas Brehme Thomas Häßler Andreas Möller Lothar Matthäus Uwe Bein 66' Karl-Heinz Riedle Jürgen Klinsmann |
| Laurent Blanc 49' Pascal Vahirua 64' | wissels      | 66' Pierre Littbarski |

### Twintigste ontmoeting
| Vriendschappelijk (Stuttgart, Duitsland, 1 juni 1996): |              | |
| Duitsland | 0 – 1        | Frankrijk |
| | goals        | 6' Laurent Blanc |
| Berti Vogts | bondscoach   | Aimé Jacquet |
| Andreas Köpke Matthias Sammer Marcus Babbel Stefan Reuter Dieter Eilts 46' Thomas Helmer Christian Ziege 83' Thomas Häßler 46' Andreas Möller Fredi Bobic Jürgen Klinsmann | opstellingen | Bernard Lama Lilian Thuram Laurent Blanc Marcel Desailly 66' Eric di Meco 84' Christian Karembeu Didier Deschamps 46' Zinédine Zidane 81' Vincent Guérin Youri Djorkaeff 73' Christophe Dugarry |
| Steffen Freund 46' Mario Basler 46' Mehmet Scholl 83' | wissels      | 46' Patrice Loko 66' Bixente Lizarazu 73' Reynald Pedros 81' Sabri Lamouchi 84' Jocelyn Angloma                                                                                                 |
| Thomas Helmer ??' | gele kaarten | ??' Bernard Lama ??' Lilian Thuram |

### 21ste ontmoeting
| Vriendschappelijk (Saint-Denis, Frankrijk, 27 februari 2001): |              | |
| Frankrijk | 1 – 0        | Duitsland |
| Zinédine Zidane 27' | goals        | |
| Roger Lemerre | bondscoach   | Rudi Völler |
| Fabien Barthez Willy Sagnol 59' Frank Lebœuf Marcel Desailly 76' Vincent Candela Sylvain Wiltord 53' Patrick Vieira Emmanuel Petit Zinédine Zidane 82' Christophe Dugarry Nicolas Anelka 59' | opstellingen | Oliver Kahn Christian Wörns Jens Jeremies Thomas Linke 80' Marko Rehmer 89' Marco Bode Michael Ballack 46' Dietmar Hamann Carsten Ramelow 66' Carsten Jancker Mehmet Scholl |
| Bixente Lizarazu 59' Thierry Henry 59' Robert Pirès 53' Mickaël Silvestre 76' Claude Makélélé 82'                                                                                            | wissels      | 46' Oliver Neuville 66' Oliver Bierhoff 80' Torsten Frings 89' Christian Ziege                                                                                              |
| | gele kaarten | 21' Mehmet Scholl 77' Christian Wörns |

### 23ste ontmoeting
| Vriendschappelijk (Saint-Denis, Frankrijk, 12 november 2005): |              | |
| Frankrijk | 0 – 0        | Duitsland |
| | goals        | |
| Raymond Domenech | bondscoach   | Jürgen Klinsmann |
| Grégory Coupet Anthony Réveillère Lilian Thuram Jean-Alain Boumsong William Gallas Willy Sagnol Claude Makélélé Vikash Dhorasoo 75' Florent Malouda 69' Thierry Henry 46' David Trezeguet 69' | opstellingen | Jens Lehmann Arne Friedrich Per Mertesacker Robert Huth Marcell Jansen 46' Sebastian Deisler Torsten Frings Michael Ballack 76' Bernd Schneider Miroslav Klose 83' Lukas Podolski |
| Nicolas Anelka 46' Djibril Cissé 69' Jérôme Rothen 69' Alou Diarra 75' | wissels      | 46' Bastian Schweinsteiger 76' Tim Borowski 83' Kevin Kurányi |
| Thierry Henry 45' Claude Makélélé 69' | gele kaarten | ??' Michael Ballack 31' Sebastian Deisler 47' Arne Friedrich |

### 26ste ontmoeting
| WK 2014 (Rio de Janeiro, Brazilië, 4 juli 2014): |              | |
| Frankrijk | 0 – 1        | Duitsland |
| | goals        | 13' Mats Hummels |
| Didier Deschamps | bondscoach   | Joachim Löw |
| Hugo Lloris Mathieu Debuchy Patrice Evra Raphaël Varane Mamadou Sakho 72' Yohan Cabaye 73' Mathieu Valbuena 85' Karim Benzema Antoine Griezmann Blaise Matuidi Paul Pogba | opstellingen | Manuel Neuer Benedikt Höwedes Mats Hummels Sami Khedira Bastian Schweinsteiger 83' Mesut Özil 69' Miroslav Klose Thomas Müller Philipp Lahm 90+2' Toni Kroos Jérôme Boateng |
| Laurent Koscielny 72' Loïc Rémy 73' Olivier Giroud 85' | wissels      | 69' André Schürrle 83' Mario Götze 90+2' Christoph Kramer |
| | gele kaarten | 54' Sami Khedira 80' Bastian Schweinsteiger |

### 27ste ontmoeting
| Vriendschappelijk (Saint-Denis, Frankrijk, 13 november 2015): |              | |
| Frankrijk | 2 – 0        | Duitsland |
| Olivier Giroud 45+1' André-Pierre Gignac 86' | goals        | |
| Didier Deschamps | bondscoach   | Joachim Löw |
| Hugo Lloris Bacary Sagna Patrice Evra Laurent Koscielny Raphaël Varane Blaise Matuidi 86' Lassana Diarra 80' Paul Pogba Olivier Giroud 68' Antoine Griezmann 80' Anthony Martial 69'                                                               | opstellingen | Manuel Neuer 46' Jérôme Boateng Mats Hummels 34' Jonas Hector Antonio Rüdiger 79' Matthias Ginter Bastian Schweinsteiger 61' Sami Khedira 61' Julian Draxler Mario Gómez Thomas Müller      |
| André-Pierre Gignac 68' Kingsley Coman 69' Hatem Ben Arfa 80' Morgan Schneiderlin 80' Yohan Cabaye 86' Steve Mandanda Benoît Costil Eliaquim Mangala Christophe Jallet Lucas Digne Loïc Perrin Moussa Sissoko                                      | wissels      | 34' Emre Can 46' Shkodran Mustafi 61' Leroy Sané 61' İlkay Gündoğan 79' Kevin Volland Ron-Robert Zieler Kevin Trapp Sebastian Rudy Christoph Kramer André Schürrle Lukas Podolski Max Kruse |
| Patrice Evra 71' | gele kaarten | 85' Kevin Volland |
| - Debuut van Kingsley Coman (Bayern München) voor Frankrijk. - Debuut van Leroy Sané (Schalke 04) voor Duitsland. - Tijdens de wedstrijd plegen drie terroristen rondom het stadion een zelfmoordaanslag. Niettemin werd de wedstrijd uitgespeeld. |              | |

### 28ste ontmoeting
| Halve finale EK 2016 (Marseille, Frankrijk, 7 juli 2016): |              | |
| Duitsland | 0 – 2        | Frankrijk |
| | goals        | 45+2' (pen.) Antoine Griezmann 72' Antoine Griezmann |
| Joachim Löw | bondscoach   | Didier Deschamps |
| Manuel Neuer Jérôme Boateng 61' Benedikt Höwedes Jonas Hector Bastian Schweinsteiger 79' Mesut Özil Toni Kroos Emre Can 67' Julian Draxler Joshua Kimmich Thomas Müller | opstellingen | Hugo Lloris Bacary Sagna Patrice Evra Laurent Koscielny Samuel Umtiti Blaise Matuidi 71' Dimitri Payet Moussa Sissoko Paul Pogba 78' Olivier Giroud 90+2' Antoine Griezmann |
| Shkodran Mustafi 61' Mario Götze 67' Leroy Sané 79' | wissels      | 71' N'Golo Kanté 78' André-Pierre Gignac 90+2' Yohan Cabaye |
| Emre Can 36' Bastian Schweinsteiger 45+1' Mesut Özil 45+1' Julian Draxler 50'                                                                                           | gele kaarten | 43' Patrice Évra 75' Dimitri Payet |

### 29ste ontmoeting
| Vriendschappelijk (Keulen, Duitsland, 14 november 2017): |       |                                                 |
| Duitsland                                                | 2 – 2 | Frankrijk                                       |
| Timo Werner 56' Lars Stindl 90+3'                        | goals | 33' Alexandre Lacazette 71' Alexandre Lacazette |

DFB · A-internationals · Bondscoaches · Duits vrouwenelftal · Olympisch elftal · Duitsland U21 · Duitsland U20 · Duitsland U19 · Duitsland U18 · Duitsland U17 · Duitsland U16 · Vrouwen U17
1905 – 1919 · 
1920 – 1929 · 
1930 – 1939 · 
1940 – 1949 · 
1950 – 1959 · 
1960 – 1969 · 
1970 – 1979 · 
1980 – 1989 · 
1990 – 1999 · 
2000 – 2009 · 
2010 – 2019 · 
2020 – 2029
EK's: 1972 · 
1976 · 
1980 · 
1984 · 
1988 · 
1992 · 
1996 · 
2000 · 
2004 · 
2008 · 
2012 · 
2016 · 
2020 · 
2024
CC: 1999 · 
2005 · 
2017
WK's: 1934 ·
1938 · 
1954 · 
1958 · 
1962 · 
1966 · 
1970 · 
1974 · 
1978 · 
1982 · 
1986 · 
1990 · 
1994 · 
1998 · 
2002 · 
2006 · 
2010 · 
2014 · 
2018 · 
2022
OS: 1912 ·
1928 ·
1936 ·
2016 ·
2020
Albanië ·
Algerije ·
Argentinië ·
Armenië ·
Australië ·
Azerbeidzjan ·
België ·
Bohemen en Moravië ·
Bolivia ·
Bosnië en Herzegovina ·
Brazilië ·
Bulgarije ·
Canada ·
Chili ·
China ·
Colombia ·
Costa Rica ·
Cyprus ·
DDR ·
Denemarken ·
Ecuador ·
Egypte ·
Engeland ·
Estland ·
Faeröer ·
Finland ·
Frankrijk ·
Georgië ·
Ghana ·
Gibraltar ·
GOS ·
Griekenland ·
Hongarije ·
Ierland ·
IJsland ·
Iran ·
Israël ·
Italië ·
Ivoorkust ·
Japan ·
Joegoslavië ·
Kameroen ·
Kazachstan ·
Koeweit ·
Kroatië ·
Letland ·
Liechtenstein ·
Litouwen ·
Luxemburg ·
Malta ·
Marokko ·
Mexico ·
Moldavië ·
Nederland ·
Nieuw-Zeeland ·
Nigeria ·
Noord-Ierland ·
Noord-Macedonië ·
Noorwegen ·
Oekraïne ·
Oman ·
Oostenrijk ·
Paraguay ·
Peru ·
Polen ·
Portugal ·
Roemenië ·
Rusland ·
Saarland ·
San Marino ·
Saoedi-Arabië ·
Schotland ·
Servië ·
Servië en Montenegro · 
Slovenië ·
Slowakije ·
Sovjet-Unie ·
Spanje ·
Thailand ·
Tsjechië ·
Tsjecho-Slowakije ·
Tunesië ·
Turkije ·
Uruguay ·
Verenigde Arabische Emiraten ·
Verenigde Staten ·
Wales ·
Wit-Rusland ·
Zuid-Afrika ·
Zuid-Korea ·
Zweden ·
Zwitserland
Algerije (1982) · 
Algerije (2014) · 
Argentinië (1986) ·
Argentinië (1990) ·
Argentinië (2006) ·
Argentinië (2014) · 
Australië (2010) ·
België (1980) · 
Brazilië (2002) ·
Brazilië (2014) · 
Chili (1982) ·
Costa Rica (2006) ·
Denemarken (1992) ·
Denemarken (2012) · 
Ecuador (2006) ·
Engeland (1966) ·
Engeland (1982) ·
Engeland (2010) ·
Engeland (2021) ·
Frankrijk (2014) · 
Frankrijk (2021) · 
Ghana (2014) ·
Griekenland (2012) · 
Hongarije (1954, 2) ·
Hongarije (2021) ·
Italië (1982) ·
Italië (2006) ·
Italië (2012) · 
Japan (2022) · 
Kroatië (2008) ·
Mexico (2018) ·
Nederland (1974) ·
Nederland (2012) ·
Oekraïne (2016) ·
Oostenrijk (1982) ·
Oostenrijk (2008) ·
Polen (2006) ·
Polen (2008) ·
Polen (2016) ·
Portugal (2006) ·
Portugal (2008) ·
Portugal (2012) ·
Portugal (2014) ·
Portugal (2021) ·
Servië (2010) ·
Sovjet-Unie (1972) · 
Spanje (1982) ·
Spanje (2008) ·
Spanje (2022) ·
Tsjechië (1996, 2) · 
Tsjecho-Slowakije (1976) ·
Turkije (2008) ·
Verenigde Staten (2014) ·
Zuid-Korea (2018) ·
Zweden (2006)
FFF · A-internationals · Selecties · Bondscoaches · Frans vrouwenelftal · Olympisch elftal · Frankrijk U21 · Frankrijk U20 · Frankrijk U19 · Frankrijk U18 · Frankrijk U17 · Frankrijk U16 · Vrouwen U17
1904 – 1919 ·
1920 – 1929 ·
1930 – 1939 ·
1940 – 1949 ·
1950 – 1959 ·
1960 – 1969 ·
1970 – 1979 ·
1980 – 1989 ·
1990 – 1999 ·
2000 – 2009 ·
2010 – 2019 ·
2020 – 2029
EK's: 1984 · 
1992 · 
1996 · 
2000 · 
2004 · 
2008 · 
2012 · 
2016 · 
2020 · 
2024
WK's: 1930 · 
1934 · 
1938 · 
1954 · 
1958 · 
1966 · 
1978 · 
1982 · 
1986 · 
1998 · 
2002 · 
2006 · 
2010 · 
2014 · 
2018 · 
2022
OS: 1900 · 
1908 · 
1920 · 
1924 · 
1948 · 
1952 · 
1960 · 
1968 · 
1976 · 
1984 · 
1996 · 
2020
1904 · 
1905 · 
1906 · 
1907 · 
1908 · 
1909 · 
1910 · 
1911 · 
1912 · 
1913 · 
1914 · 
1915 · 1916 · 1917 · 1918 · 
1919 · 
1920 · 
1921 · 
1922 · 
1923 · 
1924 · 
1925 · 
1926 · 
1927 · 
1928 · 
1929 · 
1930 · 
1931 · 
1932 · 
1933 · 
1934 · 
1935 · 
1936 · 
1937 · 
1938 · 
1939 · 
1940 · 1941  · 
1942 · 
1943 · 1944  · 
1945 · 
1946 · 
1947 · 
1948 · 
1949 · 
1950 · 
1951 · 
1952 · 
1953 · 
1954 · 
1955 · 
1956 · 
1957 · 
1958 · 
1959 ·
1960 · 
1961 · 
1962 · 
1963 · 
1964 · 
1965 · 
1966 · 
1967 · 
1968 · 
1969 ·
1970 · 
1971 · 
1972 · 
1973 · 
1974 · 
1975 · 
1976 · 
1977 · 
1978 · 
1979 ·
1980 · 
1981 · 
1982 · 
1983 · 
1984 · 
1985 · 
1986 · 
1987 · 
1988 · 
1989 · 
1990 · 
1991 · 
1992 · 
1993 · 
1994 · 
1995 · 
1996 · 
1997 · 
1998 · 
1999 · 
2000 · 
2001 · 
2002 · 
2003 · 
2004 · 
2005 · 
2006 · 
2007 · 
2008 · 
2009 · 
2010 · 
2011 · 
2012 · 
2013 · 
2014 · 
2015 · 
2016 · 
2017 · 
2018 ·
2019 ·
2020 ·
2021 ·
2022 ·
2023
Albanië ·
Algerije ·
Andorra ·
Argentinië ·
Armenië ·
Australië ·
Azerbeidzjan ·
België ·
Bolivia ·
Bosnië en Herzegovina ·
Brazilië ·
Bulgarije ·
Canada ·
Chili ·
China ·
Colombia ·
Costa Rica ·
Cyprus ·
Denemarken ·
Duitse Democratische Republiek ·
Duitsland ·
Ecuador ·
Egypte ·
Engeland ·
Estland ·
Faeröer ·
Finland ·
Georgië ·
Gibraltar ·
Griekenland ·
Honduras ·
Hongarije ·
Ierland ·
IJsland ·
Iran ·
Israël ·
Italië ·
Ivoorkust ·
Jamaica ·
Japan ·
Joegoslavië ·
Kameroen ·
Kazachstan ·
Koeweit ·
Kroatië ·
Letland ·
Litouwen ·
Luxemburg ·
Malta ·
Marokko ·
Mexico ·
Moldavië ·
Nederland ·
Nieuw-Zeeland ·
Nigeria ·
Noord-Ierland ·
Noorwegen ·
Oekraïne ·
Oostenrijk ·
Paraguay ·
Peru · 
Polen ·
Portugal ·
Roemenië ·
Rusland ·
Saoedi-Arabië ·
Schotland ·
Senegal ·
Servië ·
Slovenië ·
Slowakije ·
Sovjet-Unie ·
Spanje ·
Togo ·
Tsjechië ·
Tsjecho-Slowakije ·
Tunesië ·
Turkije ·
Uruguay ·
Verenigde Staten ·
Wales ·
Wit-Rusland ·
Zuid-Afrika ·
Zuid-Korea ·
Zweden ·
Zwitserland
Albanië (2016) ·
Argentinië (2018) ·
Argentinië (2022) ·
Australië (2018) · 
België (1904) · 
België (2018) · 
Brazilië (1998) · 
Brazilië (2006) · 
Denemarken (2002) · 
Denemarken (2018) ·
Duitsland (2014) · 
Duitsland (2021) · 
Ecuador (2014) · 
Engeland (1982) · 
Engeland (2012) · 
Engeland (2022) ·
Honduras (2014) · 
Hongarije (2021) · 
Italië (2000) · 
Italië (2006) · 
Italië (2008) · 
Japan (2001) · 
Kameroen (2003) · 
Koeweit (1982) · 
Kroatië (2018) · 
Marokko (2022) ·
Mexico (2010) · 
Nederland (2008) · 
Nigeria (2014) ·
Noord-Ierland (1982) · 
Oekraïne (2012) · 
Oostenrijk (1982) · 
Peru (2018) · 
Polen (1982) · 
Polen (2022) ·
Portugal (2006) · 
Portugal (2016) ·
Portugal (2021) ·
Roemenië (2008) ·
Roemenië (2016) ·
Senegal (2002) · 
Spanje (1984) ·
Spanje (2006) ·
Spanje (2012) ·
Spanje (2021) ·
Togo (2006) ·
Tsjecho-Slowakije (1982) ·
Uruguay (2002) ·
Uruguay (2010) ·
Uruguay (2018) ·
Zuid-Afrika (2010) ·
Zuid-Korea (2006) ·
Zweden (2012) ·
Zwitserland (2006) ·
Zwitserland (2014) ·
Zwitserland (2016) ·
Zwitserland (2021)